# Sojuz TMA-05M
Sojuz TMA-05M (ryska: Союз ТMA-05M) var en flygning i det ryska rymdprogrammet. Flygningen transporterade Jurij Malentjenko, Sunita Williams och Akihiko Hoshide till och från Internationella rymdstationen.
Farkosten sköts upp från Kosmodromen i Bajkonur, den 15 juli 2012, med en Sojuz-FG-raket. Farkosten dockade med rymdstationen den 17 juli 2012.
Den 18 november 2012 lämnade man ISS. Några timmar senare återinträdde den i jordens atmosfär och landade i Kazakstan.
I och med att farkosten lämnade rymdstationen var Expedition 33 avslutad.